# Murdannia lanceolata
Murdannia lanceolata är en himmelsblomsväxtart som först beskrevs av Robert Wight, och fick sitt nu gällande namn av R.V. Kammathy. Murdannia lanceolata ingår i släktet Murdannia och familjen himmelsblomsväxter. IUCN kategoriserar arten globalt som sårbar. Inga underarter finns listade.